# La notte dei sette assassinii
La notte dei sette assassinii (The House of Seven Corpses) è un film del 1974 diretto da Paul Harrison.
È un film horror statunitense con John Ireland, Faith Domergue e John Carradine.

## Trama
Il vecchio maniero di un'antica e nobile famiglia di campagna viene scelto dallo scontroso regista Eric Hartman come set del suo ultimo film dell'orrore.
È in questo misterioso luogo, abitato solo da un anziano guardiano, che si trasferisce tutta la troupe e che cominciano le riprese.
La casa, che era stata teatro di numerosi morti sospette in passato, appare come il luogo perfetto per le riprese di un film horror. Visitandola, lo sceneggiatore della pellicola scopre in una stanza misteriosa l'antico "Libro Tibetano dei Morti", da cui resta talmente affascinato da inserirne nel copione alcuni brani. Ma quando l'attrice comincia a recitarli sul set qualcosa di terribile avviene nel vicino e lugubre cimitero di famiglia......

## Produzione
Il film fu diretto, sceneggiato (con Thomas J. Kelly) e prodotto (con Paul Lewis) da Paul Harrison per la Television Corporation of America e girato a Salt Lake City, Utah, da metà settembre all'inizio di dicembre 1972 a Salt Lake City.

## Distribuzione
Il film fu distribuito con il titolo The House of Seven Corpses negli Stati Uniti nel febbraio 1974 (première a Los Angeles l'8 maggio 1974) al cinema dalla International Amusements e per l'home video dalla Congress Video Group e dalla Hollywood Home Theatre.
Altre distribuzioni:
- in Portogallo (A Casa dos Sete Cadáveres)
- in Germania Ovest (Beschwörung)
- in Svezia (Dödens hus e De sju dödas hus)
- in Polonia (Dom siedmiu zwlok)
- in Spagna (La casa de los siete cadáveres e La maldición de los siete cadáveres)
- in Italia (La notte dei sette assassinii)
- in Francia (Le manoir aux 7 cadavres)

## Critica
Secondo MYmovies il film è "blando, ma gradevole" e "modesto, ma non spregevole".

## Promozione
La tagline è: " Eight graves! Seven bodies! One killer... and he's already dead. ".